# Pandanus induratus
Pandanus induratus är en enhjärtbladig växtart som beskrevs av Harold St.John. Pandanus induratus ingår i släktet Pandanus och familjen Pandanaceae.
Artens utbredningsområde är Nya Kaledonien. Inga underarter finns listade.